# Luis Ramos (calciatore 1939)
Luis Ramos (Montevideo, 9 ottobre 1939 – Montevideo, 13 marzo 2021) è stato un calciatore uruguaiano, di ruolo difensore.

## Biografia
Due sue figlie, Luisel ed Eliana, entrambe modelle, morirono a pochi mesi di distanza, tra l'agosto del 2006 ed il febbraio del 2007, per un attacco di cuore, probabilmente legato all'anoressia.

## Carriera

### Club
Ha giocato in patria con il Nacional, vincendo tre campionati (nel 1966, 1969 e 1970).
Tra il 1967 e il 1968 ha giocato in Argentina con il Dep. Español.

### Nazionale
Con la Nazionale uruguaiana ha preso parte ai Mondiali 1966.

## Palmarès

### Club
- Campionato uruguaiano: 3

Nacional: 1966, 1969, 1970